# Lasiodora klugi
Lasiodora klugi là một loài nhện trong họ Theraphosidae.
Loài này thuộc chi Lasiodora. Lasiodora klugi được Carl Ludwig Koch miêu tả năm 1841.

## Hình ảnh

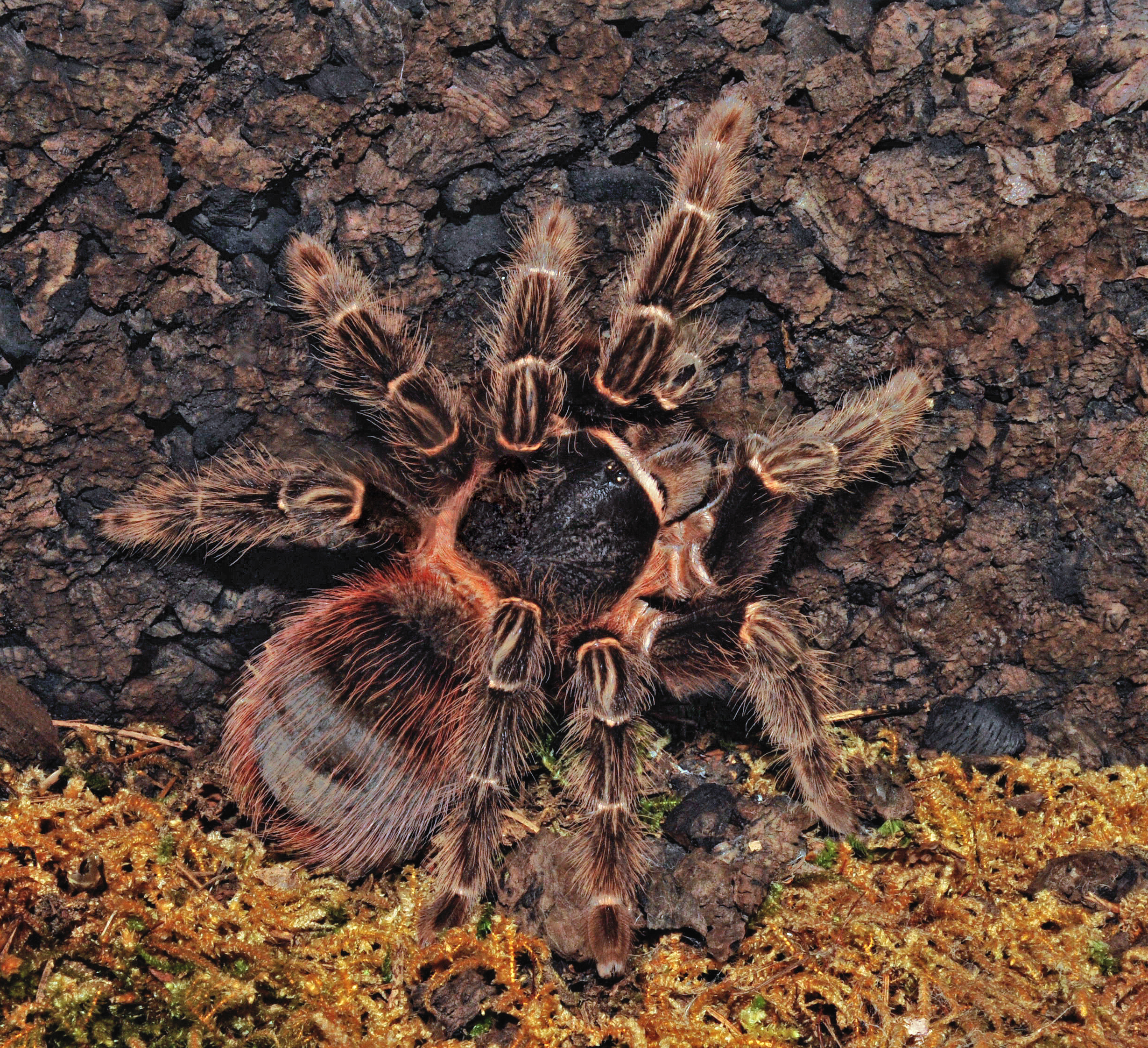
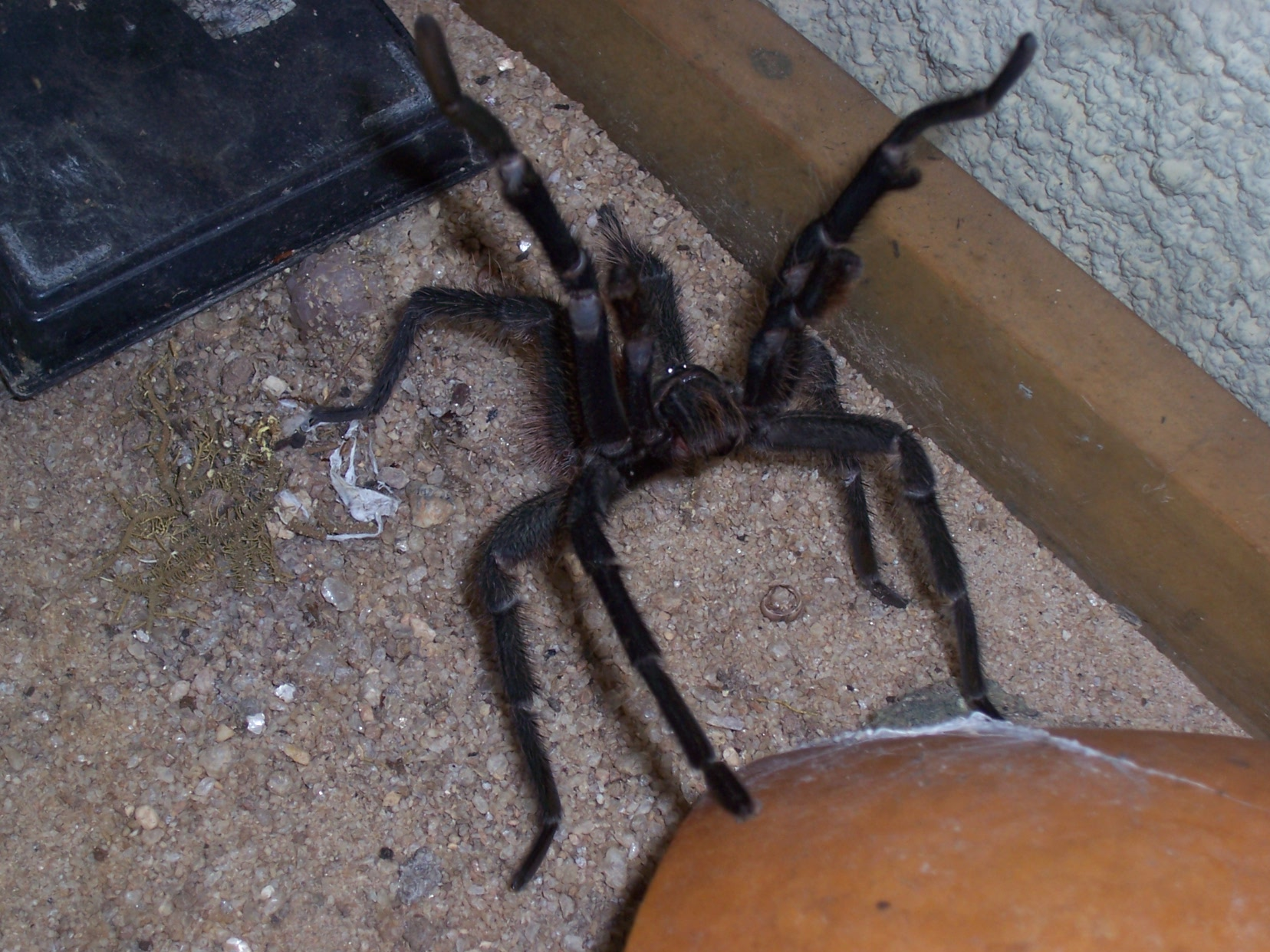
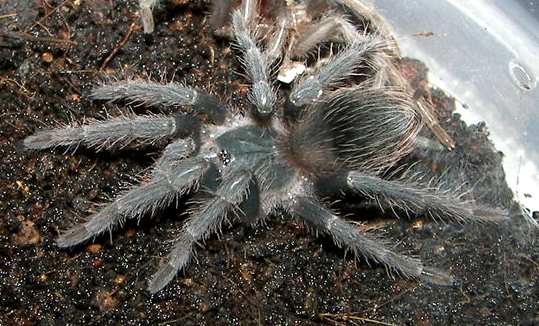